# 因伍德 (紐約州)
因伍德（英語：Inwood）是位於美國紐約州拿騷縣的普查規定居民點。

## 人口
根據2020年美國人口普查的數據，因伍德的面積為5.73平方千米，當中陸地面積為4.13平方千米，而水域面積為1.60平方千米。當地共有人口11340人，而人口密度為每平方千米1,979.06人。